# Matopo subarida
Matopo subarida là một loài bướm đêm trong họ Noctuidae.